# Rotunda svaté Kateřiny
Národní kulturní památka rotunda svaté Kateřiny stojí v areálu přemyslovského hradu ve Znojmě. Je jednou z mnoha rotund postavených v raném středověku na území Moravy a Čech, od ostatních se liší zachovanými románskými nástěnnými malbami z roku 1134. Tyto malby jsou výjimečné v celém románském umění Evropy svým zaměřením na ideologii státu.

## Historie
Archeologický průzkum doložil, že lokalita byla osídlena již v době bronzové. Přímo na místě dnešní rotundy byly nalezeny stopy lehčího, do skály zasekaného objektu. Je možné, že skalnatá vyvýšenina měla již v této době kultovní funkci.
Románská rotunda Nanebevzetí Panny Marie ve Znojmě byla založena velmi pravděpodobně jako součást znojemského hradu, a to uprostřed rozsáhlého předhradí. Předpokládalo se, že byla jako součást zmíněného hradu vybudována Břetislavem I., buď během jeho moravské nebo pozdější české vlády, nejdříve však roku 1019, kdy byla Přemyslovci Morava dobyta. Tato možnost nebyla potvrzena. Prozatím také nebyla potvrzena možnost, že byla rotunda i celý hrad vybudována ve druhé polovině 11. století, v době, kdy došlo k rozdělení Moravy na tři údělná přemyslovská knížectví (brněnské, znojemské a olomoucké). Většina novějších vědeckých výzkumů dochází k závěru, že stavba rotundy i malby vznikly v první polovině 12. století za panování knížete Konráda II. Znojemského, včetně zasvěcení svaté Kateřině Alexandrijské. 
Podle Jihomoravského muzea ve Znojmě byla rotunda postavena krátce před rokem 1100 jako součást Znojemského hradu, založeného na přelomu 11. a 12. století Konrádem I. a jeho synem Litoldem. 
Výmalba rotundy je podle Petra Hory kladena do roku 1134, kdy hrad obýval údělný kníže Konrád II.  

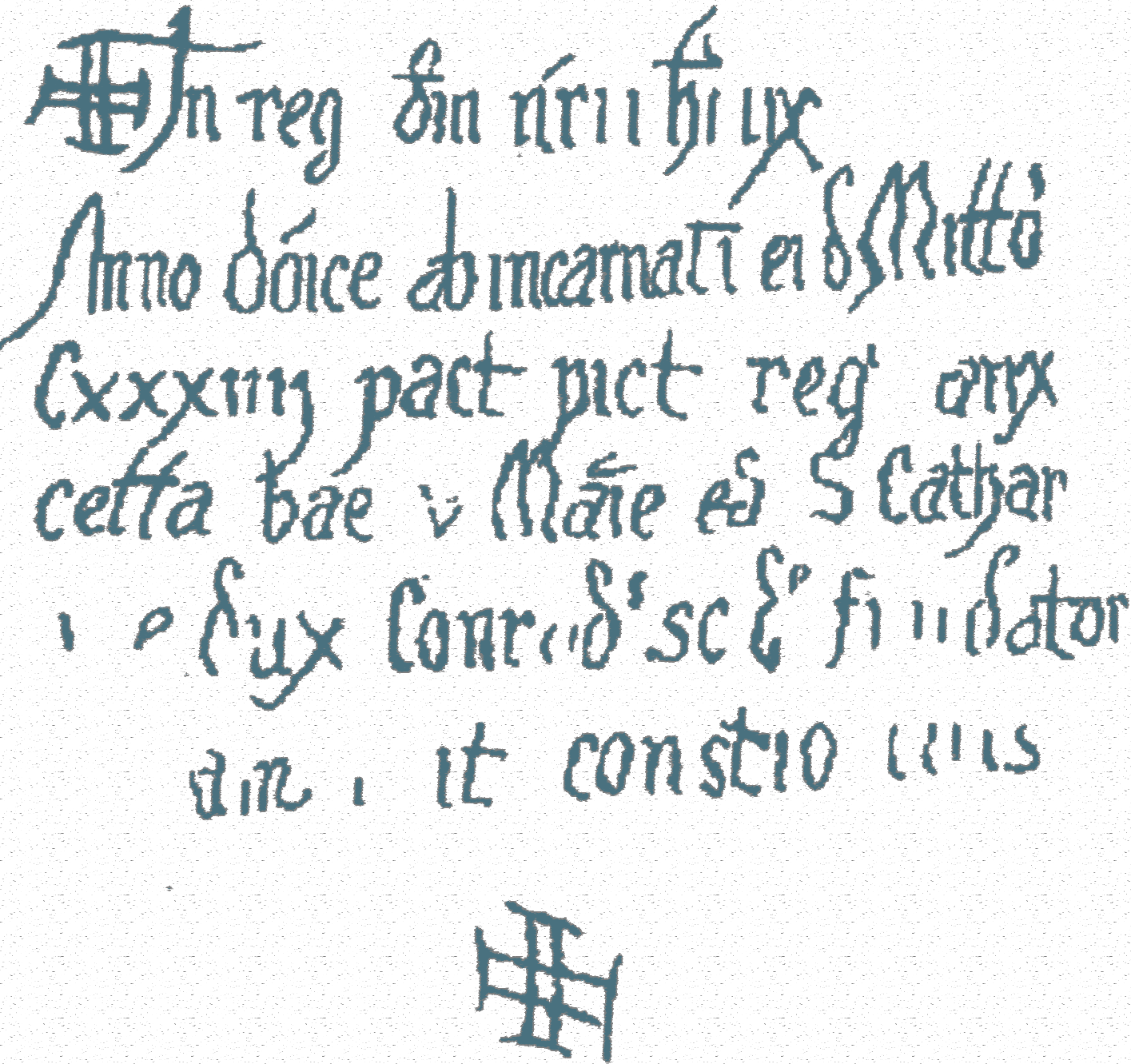
Nápis v omítce

Rotunda svaté Kateřiny sloužila jako hradní kaple. Při restaurátorských pracích prováděných Františkem Fišerem v roce 1947 byl objeven v omítce vyrytý latinský nápis. S ohledem na jeho částečné poškození a běžnou praxi vynechávání hlásek není interpretace nápisu jednoznačná. Podle převládajícího výkladu se však uvádí, že roku 1134 kníže Konrád II. Znojemský zakladatel, upravil statut svatyně Panny Marie a zasvětil ji svaté Kateřině. Nápis je jediným písemným dokladem o původním uvažovaném zasvěcení rotundy Panně Marii, v každém případě vznikl snad ve druhé polovině 13. století, pravděpodobně jako opis staršího originálního textu.
Po povýšení Znojma na město byla stavba roku 1226 jako filiální kostel podřízena farnímu kostelu svatého Mikuláše. Od roku 1287 byla filiálním kostelem k farnímu kostelu svatého Michala, který (včetně rotundy) roku 1320 Jindřich z Lipé odstoupil klášteru jeptišek svaté Kláry. Roku 1551 získalo faru u svatého Michala město, kterému následně klarisky roku 1555 prodaly i rotundu. Není zcela jasné, jak byla užívána v následujícím období.

Roku 1710 byl v předhradí zřízen měšťanský pivovar, při jehož budování byly strženy všechny budovy kromě rotundy (označené jako Heidentempl = pohanský chrám) a velmi staré osmiboké Loupežnické věže (Räuberturm). Na konci 18. století byl v rotundě umístěn chlév a v roce 1830 došlo ke stavebním úpravám, po nichž rotunda sloužila jako tančírna a výčep piva. K roku 1879 je zde doložena košíkářská dílna. Roku 1888 byla rotunda rekonstruována a následně, v letech 1891–93 došlo k prvnímu restaurování maleb. Další restaurování maleb proběhlo v letech 1938, 1947–49,1969 a 1971. Mladší stavební úpravy rotundy proběhly v letech 1966, 1991 a 2006.

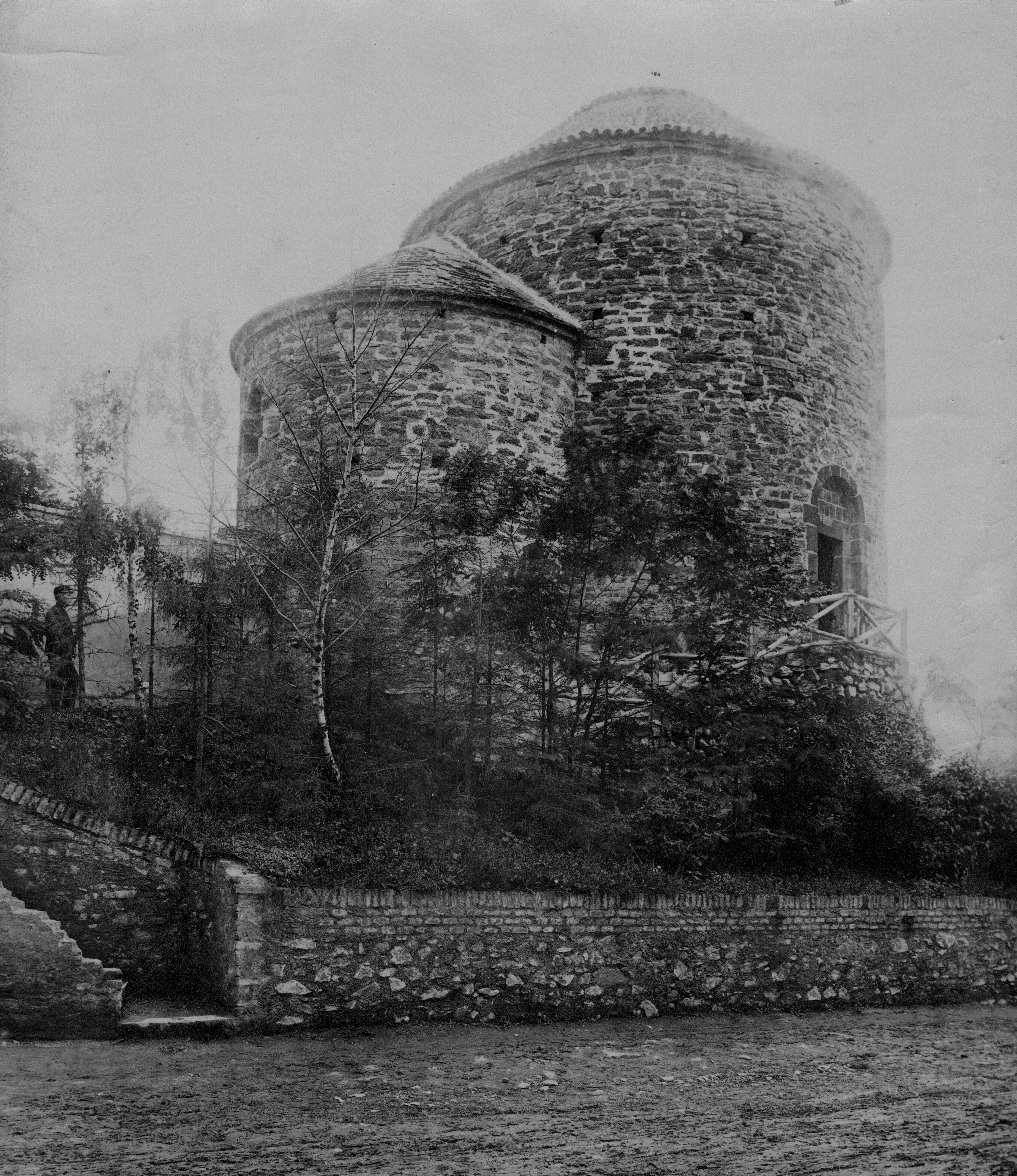
Vzhled rotundy na přelomu 19. a 20. století
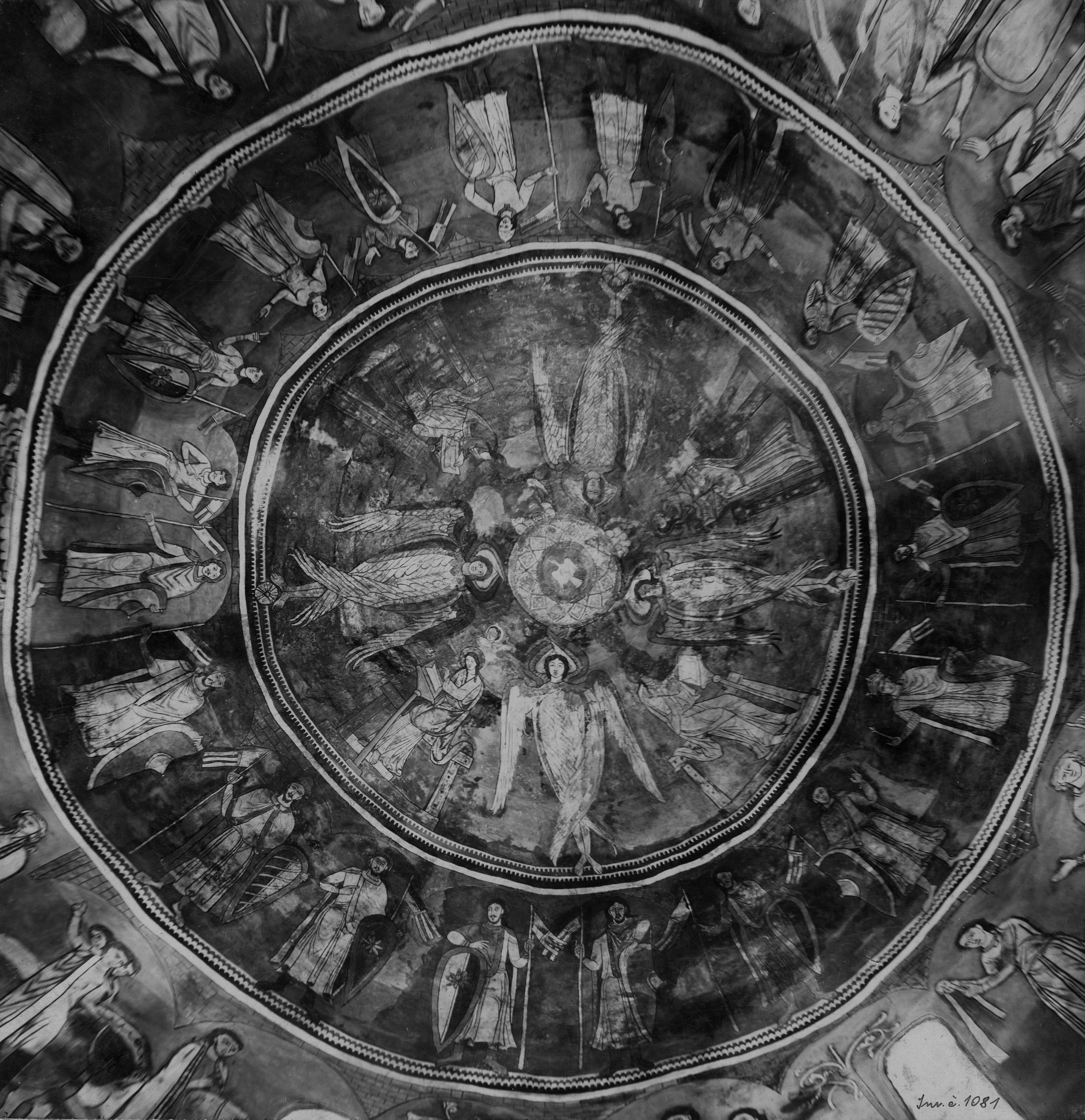
Vzhled fresky v kupoli po restaurátorském zásahu v letech 1891-93
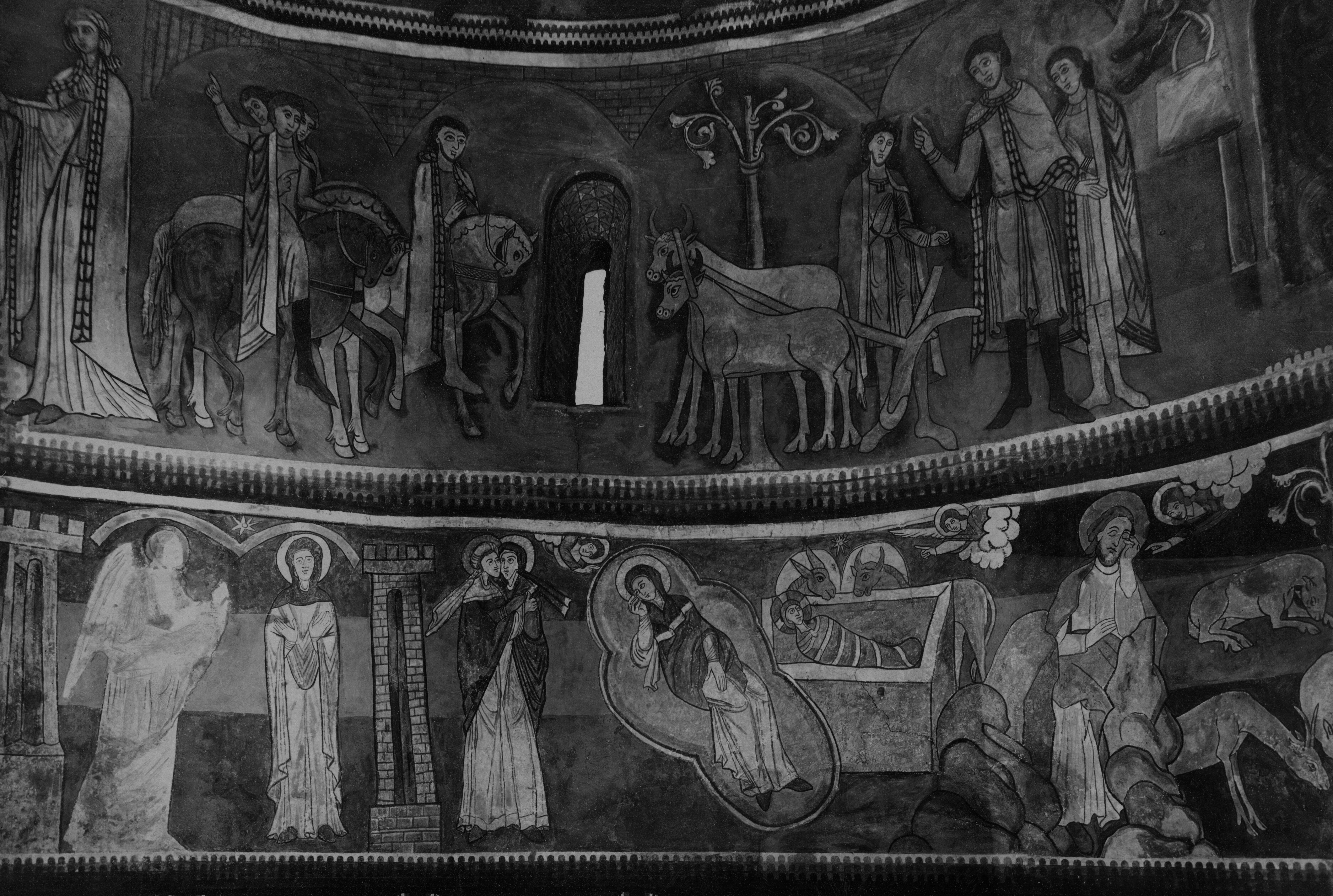
Vzhled fresky po zásahu v letech 1891-93
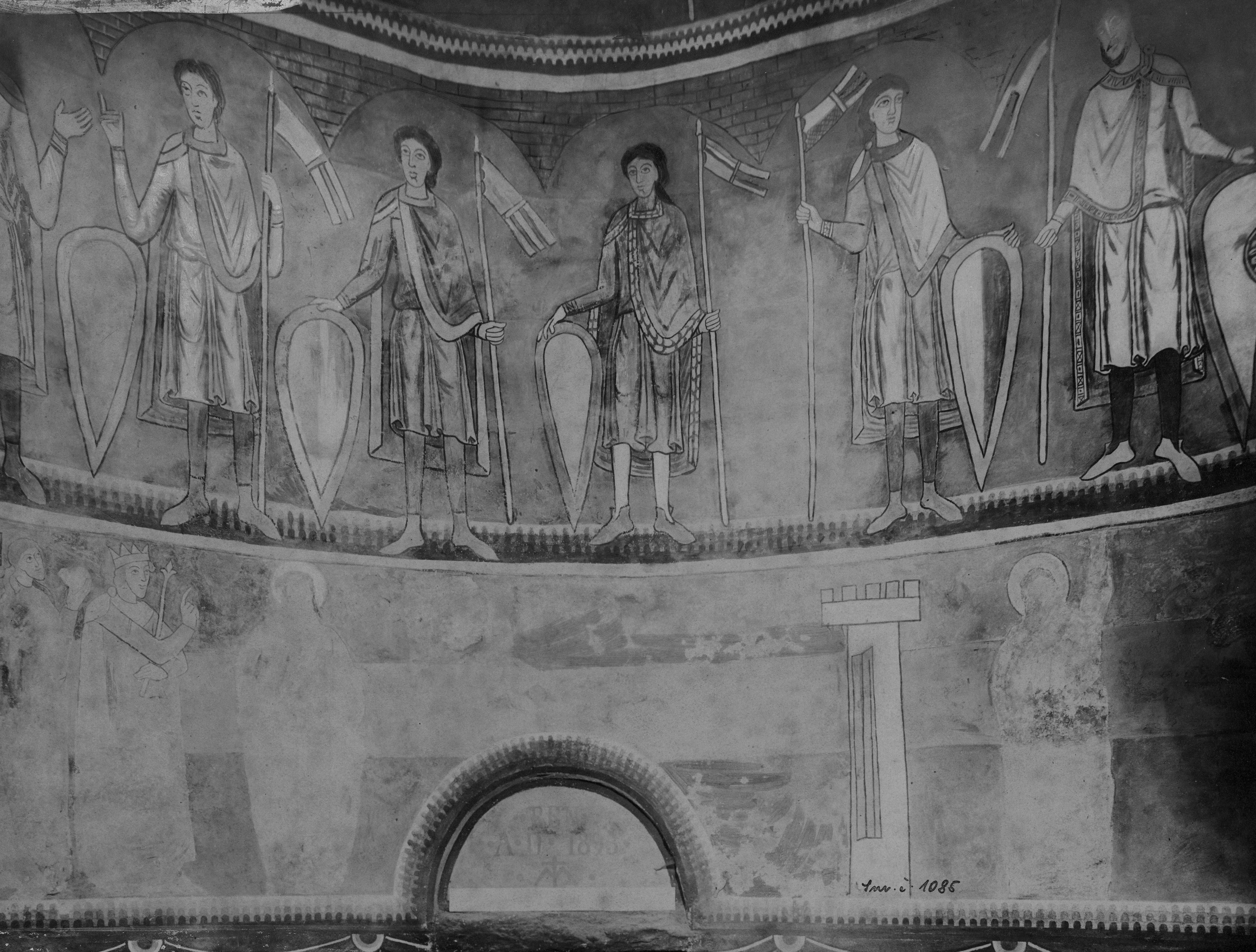
Vzhled fresky po zásahu v letech 1891-93
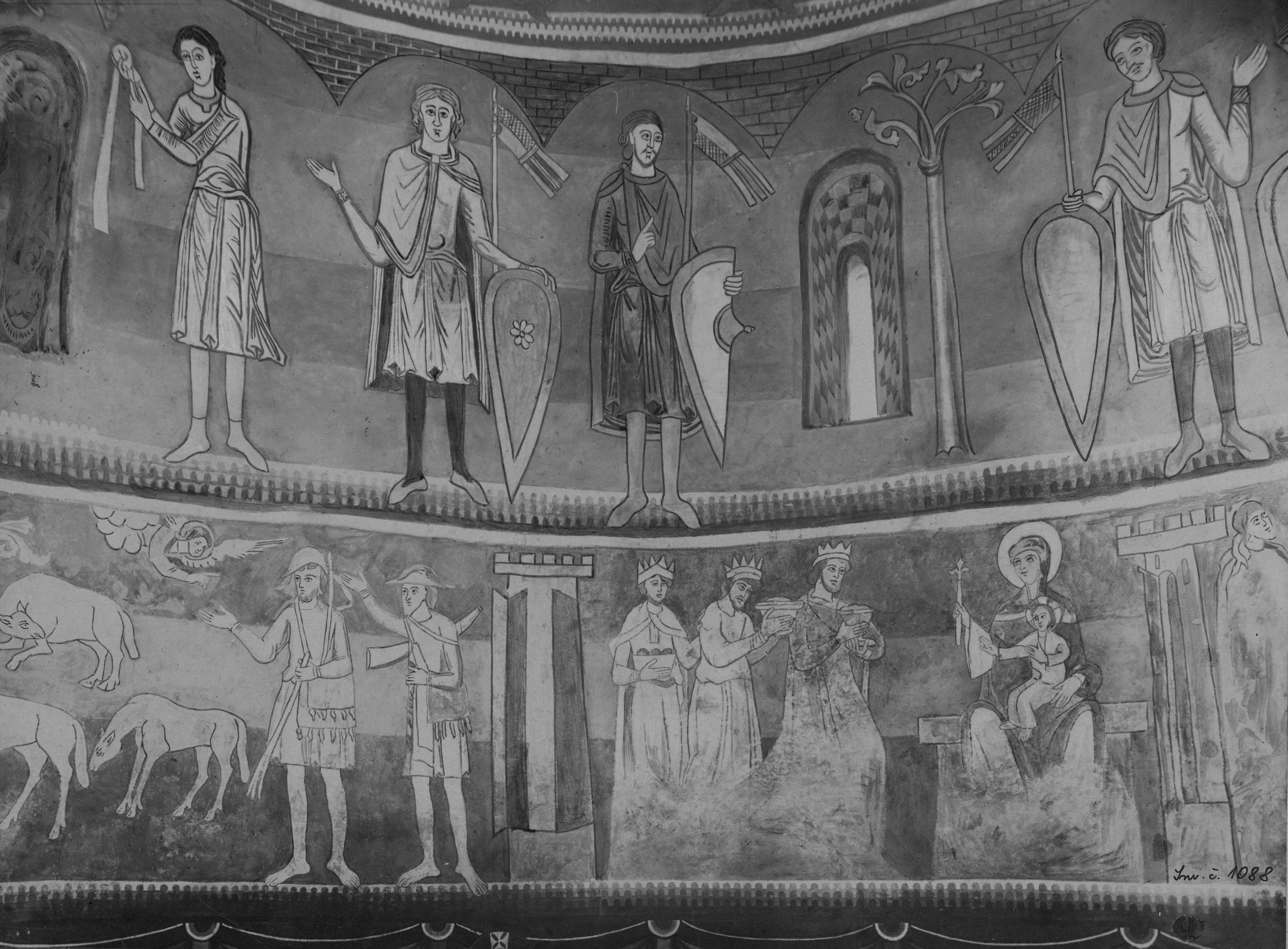
Vzhled fresky po zásahu v letech 1891-93
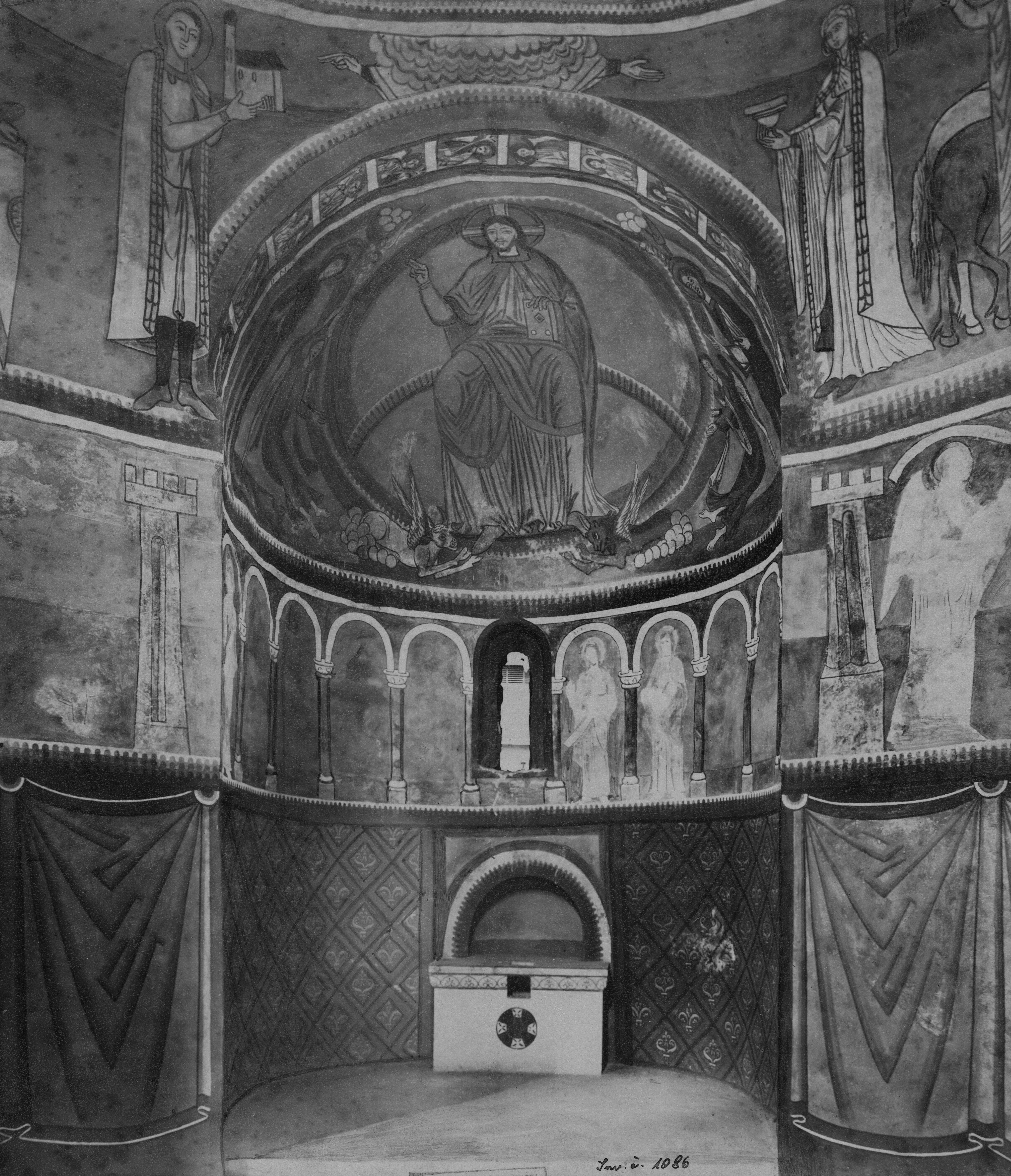
Vzhled interiéru po restaurátorském zásahu v letech 1891-93
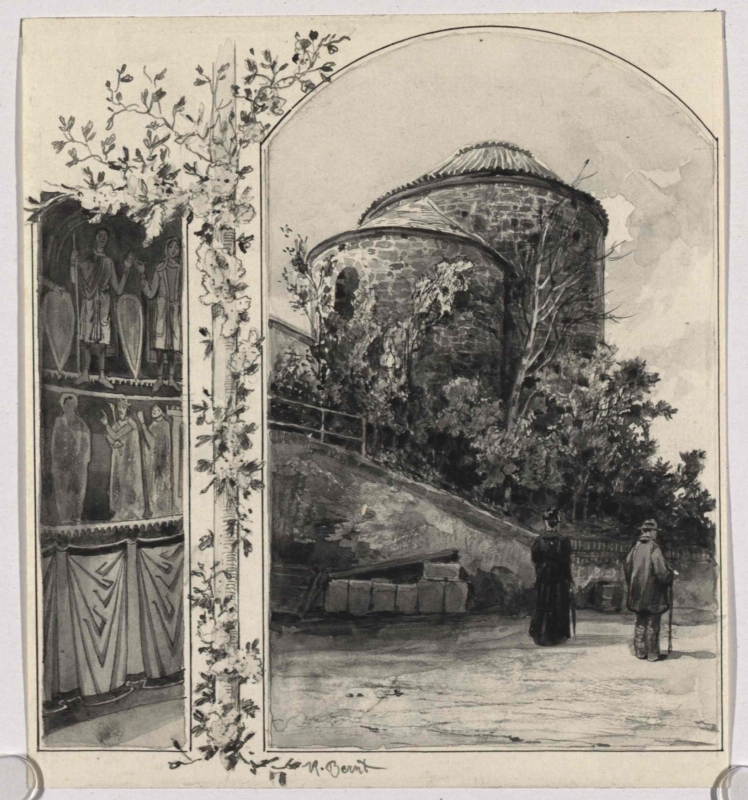
Rotunda na ilustraci Rudolfa Bernta z roku 1897
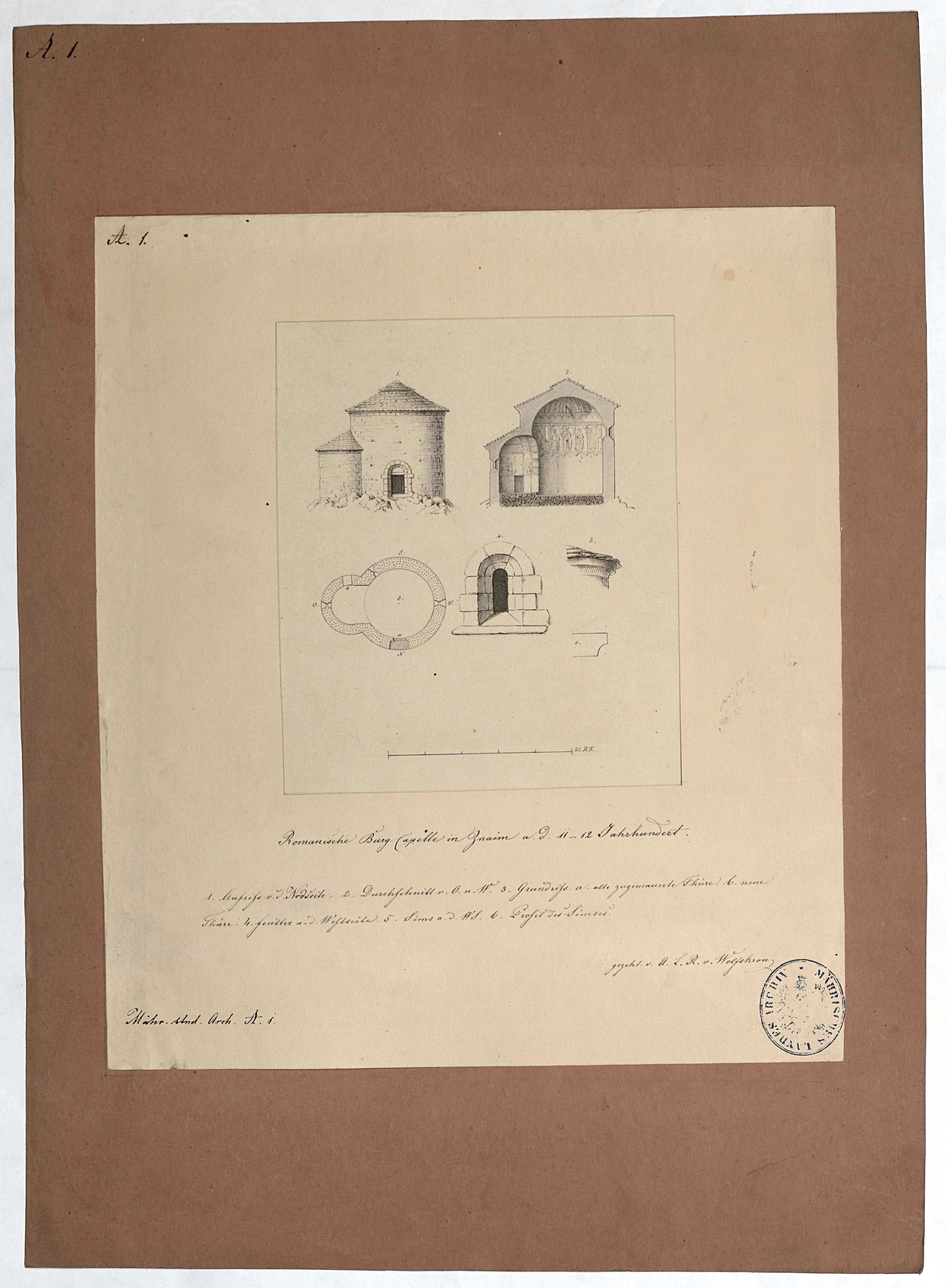
Kresby rotundy od Adolfa Wolfskrona
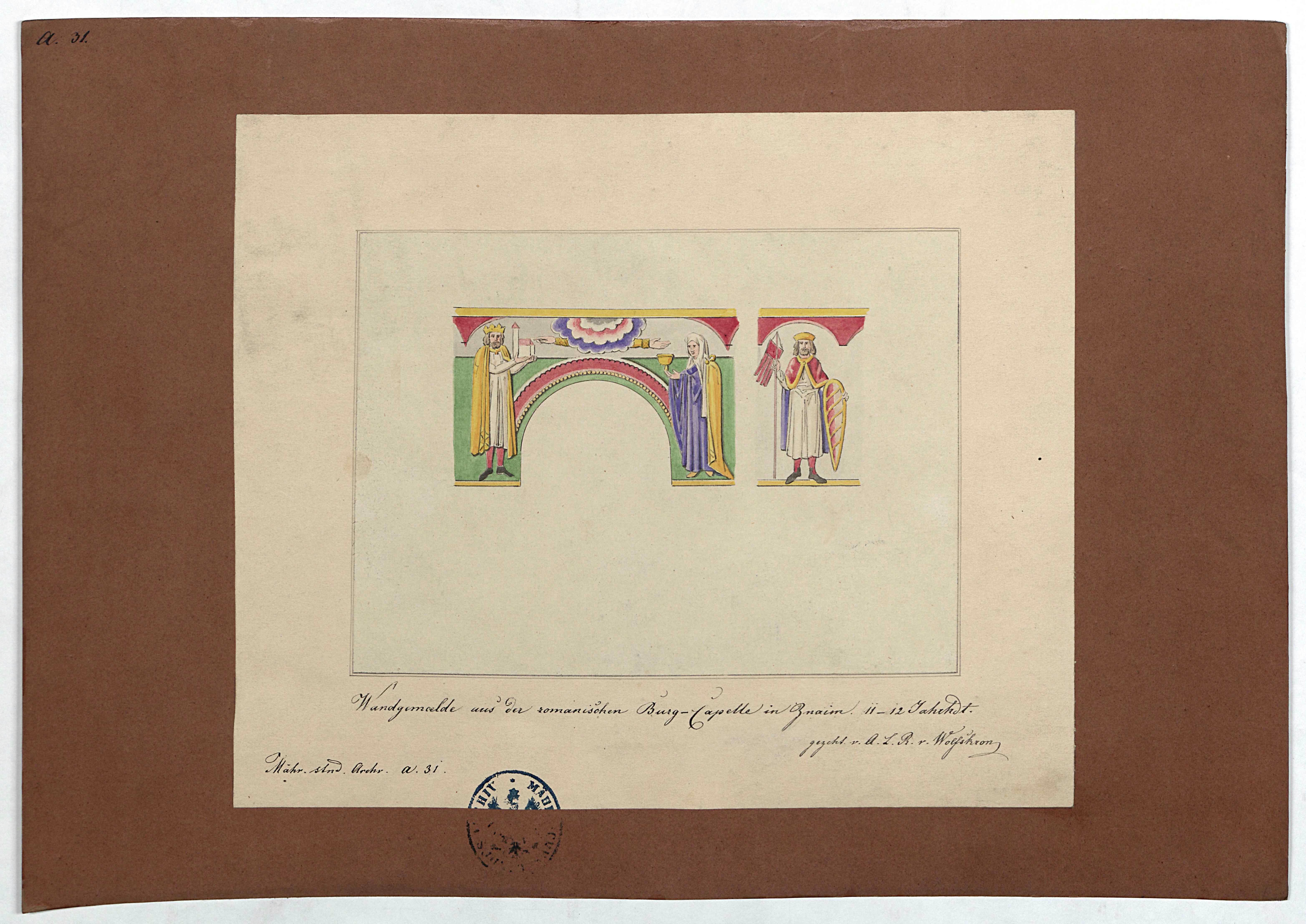
Kresba detailu fresky od Adolfa Wolfskrona

### Vznik maleb

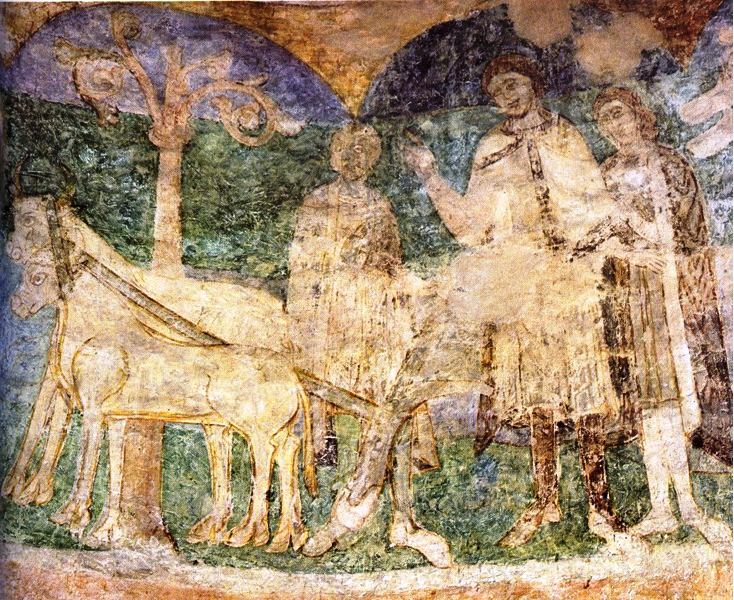
Oráčská scéna ve 3. pásu

Příčiny vzniku výjimečných maleb obsahující panovnický cyklus v rotundě jsou v dnešní době objasněny zjištěním, že byly vytvořeny ke svatbě Konráda II. Znojemského s Marií Srbskou, která se konala roku 1134 v době svatodušních svátků, jimiž malířská výzdoba lodi rotundy vrcholí. Oba dva svatebčané jsou vymalování na triumfálním oblouku (vítězném oblouku) v interiéru stavby. Český vévoda Soběslav I. totiž nezískal trůn roku 1125 právem (podle stařešinského zákona Břetislava I.), proto se snažil si vládu pojistit a během prvních let vlády nechal zatknout a uvěznit všechny ostatní Přemyslovce, aby se žádný z nich nemohl hlásit o trůn. Pražský trůn se rovněž snažil zajistit svým synům navzdory stařešinskému řádu. Soběslav také vládl bez ohledu na mínění velmožů, kteří proti němu roku 1130 připravili spiknutí s úmyslem ho zabít. Povstání sice bylo odhaleno a jeho strůjci potrestáni, ale Soběslav byl nucen změnit způsob vládnutí. Smířil se s ostatními Přemyslovci, moravským vrátil jejich úděly. Sblížil se více s Konrádem II. Znojemským, neboť ten měl podle stařešinského zákona po Soběslavovi nastoupit na trůn, a uzavřel s ním dohodu, podle níž dostal Konrád příslib nástupnictví po Soběslavovi výměnou za opatrovnictví Soběslavových synů, kterým měl po sobě zajistit trůn. Tato dohoda byla uzavřena při příležitosti svatby Konráda a Marie Srbské (dcery srbského vládce Uroše I.) roku 1134. Následná výmalba rotundy postavami přemyslovských panovníků a pověstí o vzniku dynastie (a státu) měla symbolizovat Konrádův nárok na pražský trůn.
Jiné teorie dávají malby souvislosti s oslavami stého výročí panování Přemyslovců na Moravě, nebo jako zdůraznění principu Translatio Regni, tedy přenesení koruny z Velké Moravy do přemyslovských Čech. Tento princip měl podpořit snahu o získání a vysvětlit původ královského titulu (velkomoravský Svatopluk I. byl již papežem titulován jako král, Vratislav II. získal titul pro přemyslovský rod o dvě století později), stejně jako zdůvodnit nárok na pražské arcibiskupství (získal ho až Lucemburk Karel IV.).

## Popis rotundy

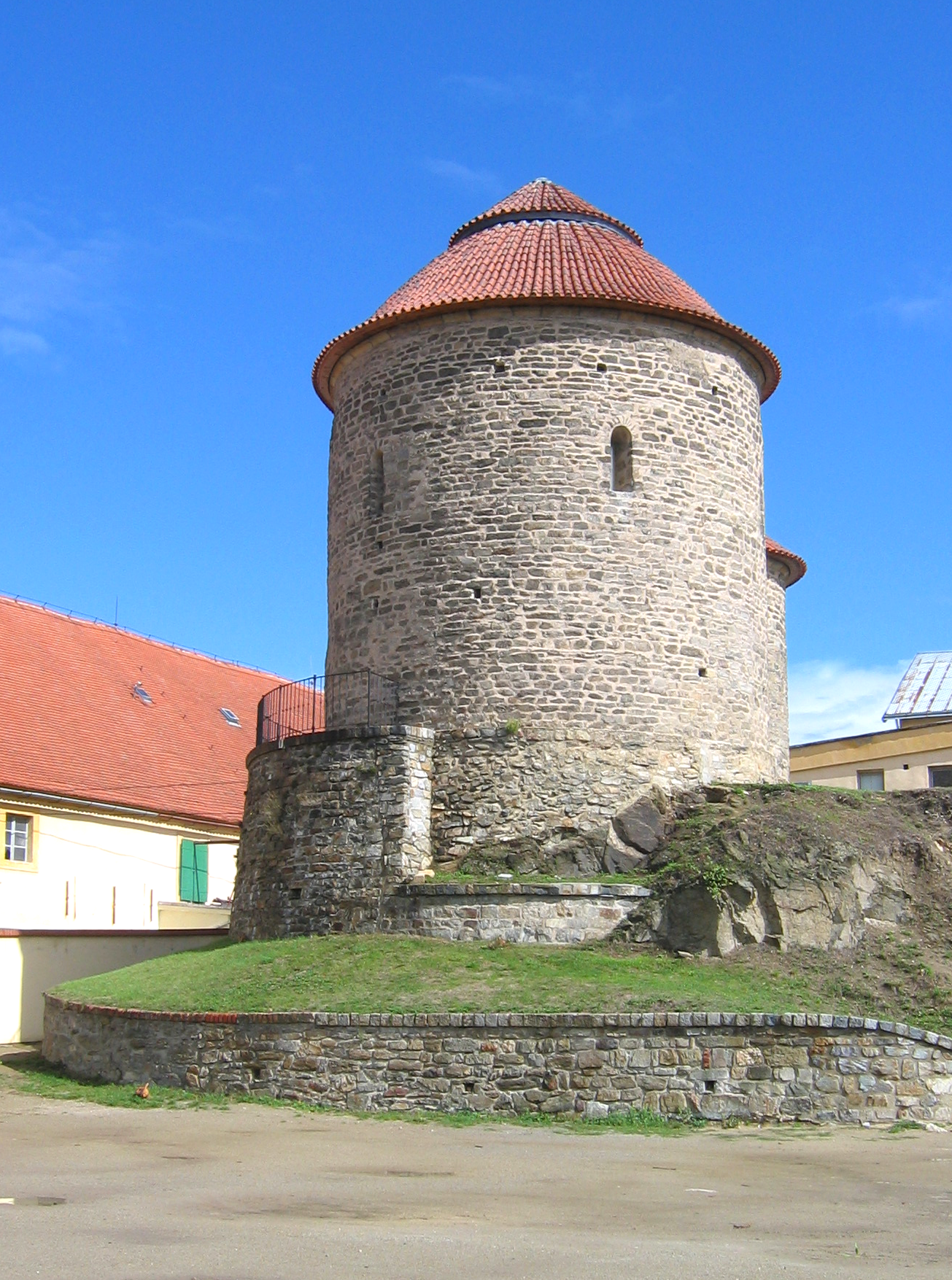
Pohled na rotundu

Rotundu tvoří válcová loď, k níž je na východě připojena apsida. Je postavena na vyvýšeném skalním výběžku a je neobvyklá i tím, že se do ní vstupuje po schodišti. Interiér osvětlují drobná románská okénka. Zdivo netvoří klasické románské kvádříky, ale nepravidelné tmavé lomové kameny, které jsou však velmi pečlivě řádkovány. Ve zdivu se dochovaly zazděné kapsy, sloužící k ukotvení trámů lešení. Ze stavebního hlediska byla klenba nad lodí prováděna v přímé návaznosti na zaklenutí vítězného oblouku a rovněž zdi stavby byly od počátku provedeny tak, aby unesly tíhu kupole lodi, což potvrzuje, že rotunda byla vystavěna v jedné stavební fázi.
Až do 18. století byla na střeše lucerna (tj. samostatně zastřešený a okny opatřený architektonický prvek), která přitom prokazatelně nesloužila k osvětlení interiéru rotundy, protože v klenbě rotundy bylo pouze sedm malých otvorů, symbolizujících spolu s holubicí Seslání ducha svatého, tzv. Sedm darů ducha svatého.
Interiér rotundy je celoplošně pokryt mimořádně cennou románskou malířskou výzdobou (1134).

## Popis maleb
Malby, malované technikou secco, tedy do suché omítky, zaplňují celou plochu vnitřních stěn rotundy v apsidě i hlavní lodi od podlahy až do kupole a jsou uspořádány v několika souběžných pásech. Právě malířská výzdoba je tím, co činí rotundu tak ojedinělou památkou. Nicméně identifikace jednotlivých světských postav je poněkud nejasná, i mezi historiky existuje řada odlišných teorií. Snahou je podle atributů postav (pláště, kopí, praporce, štíty, pokrývky hlavy /helmice, čelenka, myrta/ apod.), jejich vzájemných postojů a umístění na čestných, či méně čestných místech, identifikovat jednotlivé panovníky, případně mytická knížata, nebo moravské údělníky. Většinu jmen, vztahující se k malbám je tedy třeba brát s jistou obezřetností.

### Apsida
Ve spodním pásu je vymalována textilní drapérie, nad ní pás s postavami dvanácti apoštolů pod arkádami, nad druhým pásem je kupole s obrazem žehnajícího Krista na trůnu a symboly čtyř evangelistů. Po stranách jsou Panna Marie a svatý Jan Křtitel jako přímluvci.

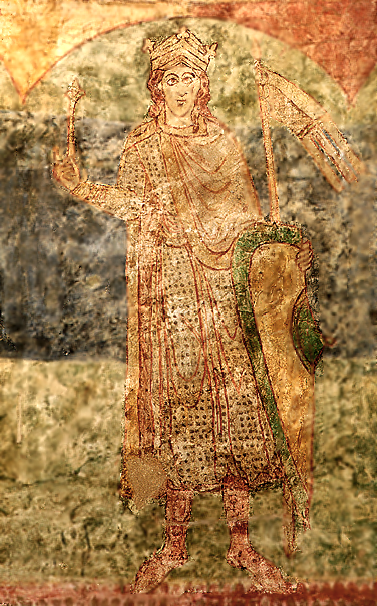
Vratislav II. ve 4. pásu maleb

### 1. pás maleb v lodi
Je tvořen malovanou drapérií jako v apsidě, která je zavěšena na kovových kruzích a končí asi 60 cm nad podlahou.

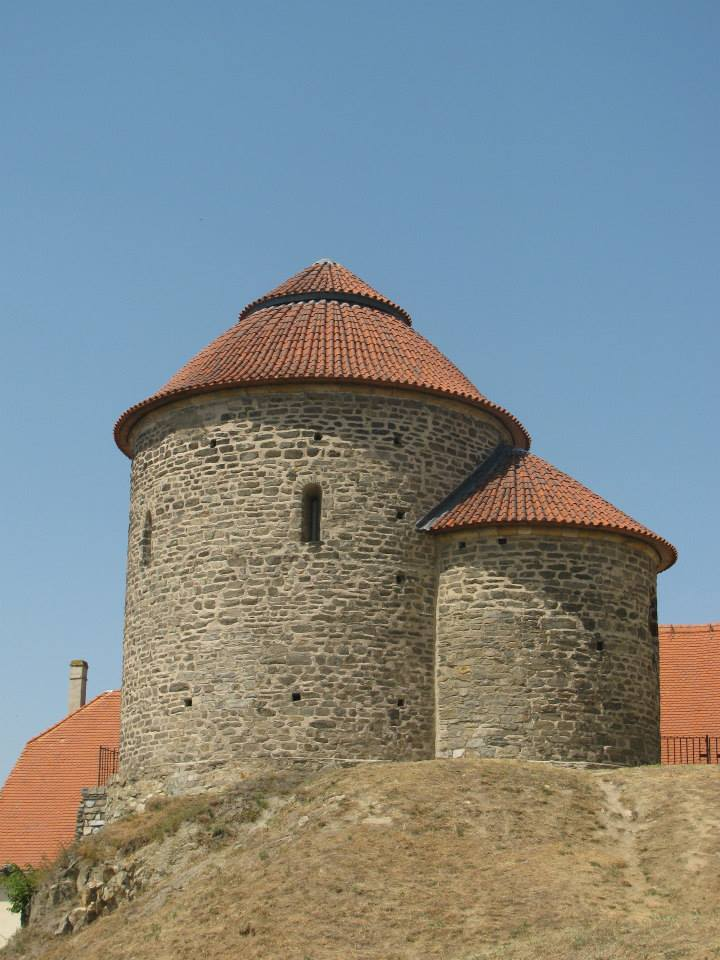

### 2. pás maleb v lodi
Pás mariánského cyklu – Zvěstování Panny Marie, Navštívení Panny Marie, Narození Ježíše Krista, Sen svatého Josefa, Zvěstování pastýřům, Klanění Tří králů, a téměř nečitelné scény Vraždění neviňátek a Útěk do Egypta. Protože pás obsahuje pouze scény z období příchodu a raného dětství Krista, existují úvahy o jeho nedokončenosti z důvodu následujícího cyklu přemyslovské genealogie.

### 3. pás maleb v lodi
Pás s přemyslovskou scénou zobrazující povolání Přemysla Oráče k vládě, pak osm postav s panovnickými symboly a pláštěm a nakonec vedle vstupu do apsidy postavy dvou donátorů (Konráda II. Znojemského a jeho ženy Marie Srbské). Protože mezi historiky panuje přesvědčení, že plášť symbolizuje vládu v Praze, bývá těchto osm postav identifikováno buď jako mytická přemyslovská knížata, nebo jako historičtí Přemyslovci, počínaje, dle nejnovějšího zjištění svatým Václavem.

### 4. pás maleb v lodi a kupole
Pás obsahuje dalších deset panovnických postav v pláštích (jsou považování, spolu s postavami v předchozím pásu, za české vládnoucí Přemyslovce) a devět panovnických postav bez pláště (někteří z přemyslovských údělníků, vládnoucí na Moravě). I zde existuje řada výkladů a zřejmě jediným panovníkem, na kterém se všichni historikové shodnou, je první nositel královské koruny, Vratislav II. (jako král Vratislav I.). V kupoli je holubice jako symbol Ducha svatého, pod ní čtyři evangelisté u psacích pultů střídavě se čtyřmi serafíny.

## Popis nápisu
Jeden z možných výkladů:
In reg(no) d(omi)ni n(ost)ri jh(es)u X(risti)/ Anno do(min)ice ab incarnati(onis) ei(us)d(em) Mill(esim)o/CXXXIIII p(er)act(is) pict(uris) reg(um) aux(it)/cella(m) b(e)a(t)e v(irginis) Ma(r)i(a)e et S. Cathar(i)/[n]e dux Conrad(us) s(e)c(un)d(us) f[un]dator/[et nov]am [f](ec)it cons(truc)tio(nem) eius.
V království Pána našeho Ježíše Krista/ Roku Páně od narození téhož tisícího/ stého třicátého čtvrtého provedenými malbami králů zvelebil/ svatyni blahoslavené panny Marie a sv. Kateři/ny kníže Konrád druhý zakladatel/ a udělal její novou (pře)stavbu)

## Alternativní teorie
Na konci 80. let 20. století rozvířil veřejné mínění brněnský historik Jaroslav Zástěra řadou odvážných, i když ne dostatečně doložených hypotéz, vztahujích se především k předvelkomoravskému a velkomoravskému období, historii Znojma a rotundy. Podle nich měl ve Znojmě sídlit velkomoravský kníže Rostislav, a rotunda měla být postavena i částečně vymalována po příchodu cyrilometodějské mise řemeslníky a umělci z doprovodu soluňských bratří. Zástěra přichází s myšlenkou, že plášť je symbolem panovnické moci, sahající na Moravu a postavy ve třetím pásu ztotožňuje se Sámem, přes jeho následovníky, jejichž jména historie nezná, až po Mojmíra a Rostislava. V oráčské scéně vidí Sáma, vyorávajícího slavnostně brázdu pro založení Znojma. Podle stejného klíče identifikuje i postavy ve 4. pásu, kde navíc přichází s hypotézou, že postavy s „obráceným“ štítem jsou v malbách zachyceny dvakrát (např. kníže/světec Václav). Protože považuje Bořivoje za velkomoravského místodržitele v Čechách, jsou podle něj dějiny Znojma nejstaršími dějinami naší státnosti, čehož si Přemyslovci byli vědomi a Znojmo s rotundou mělo v jejich ideologii mimořádné postavení, zároveň slavné i zatajované. Své hypotézy se pak snaží podložit velkým množstvím rozličných indicií.
Zástěrovy teorie byly odbornou veřejností přijaty spíše rezervovaně až zamítavě, zároveň však vyvolaly řadu emotivních diskusí a polemik, a také díky nim stala rotunda mnohem známější a nakonec i běžně přístupná po nově vystavěné lávce. Byl založen Klub přátel znojemské rotundy, který i po Zástěrově smrti v roce 2001 pokračuje v rozvíjení nebo modifikování hypotéz v návaznosti na nové objevy.
S podobnou teorií výkladu maleb přišel český publicista a záhadolog Václav Tatíček v knize Nejstarší dějiny Čech a Moravy (Apropos, 2001). V. Tatíček předpokládá, že malby představují obrazovou kroniku vytvořenou na popud opata sázavského kláštera Božetěcha. Historické události a datace jsou zakódovány do gest a jiných součástí jednotlivých maleb a Tatíček také nabízí systém, jak jednotlivé malby interpretovat. Části tezí publikoval již roku 1999 v knize Přemyslovské lustrování, pravděpodobně vychází ze starších prací Jaroslava Zástěry a Lubomíra Konečného a stejně jako jejich práce nelze ani tuto hypotézu historickými vědami ověřit.